# 우베르토 파솔리니
우베르토 파솔리니(이탈리아어: Uberto Pasolini, 1957년 5월 1일 ~ )는 이탈리아의 영화 감독이자 프로듀서이다.

## 출연 작품
- 노웨어 스페셜 (2020)
- 스틸 라이프 (2013)
- 벨아미 (2012)
- 마찬 (2008)
- 황제의 새옷 (2001)
- 사랑 계엄령 (2000)
- 풀 몬티 (1997)
- 파루카빌 (1996)
- 비너스 (1991)
- 아라비아의 로렌스 2 (1990)